# Car Allowance Rebate System
Das Car Allowance Rebate System (engl. Fahrzeugzuschuss-Rabattsystem), kurz CARS (cars ‚Autos‘), bezeichnet das Bewilligungssystem der Bundesregierung der Vereinigten Staaten zur Gewährung einer Verschrottungsprämie für Altautos im Juli 2009. In der Öffentlichkeit der USA wurde das Programm zumeist als cash for clunkers (engl. ‚Bargeld für Klapperkisten‘) diskutiert.

## Funktion und Umfang
In Analogie der europäischen Abwrackprämien verfolgt das Prämiensystem das doppelte Ziel, alte emissionsstarke Fahrzeuge von der Straße zu holen und gleichzeitig den Absatz neuer verbrauchsärmerer Fahrzeuge der Autoindustrie zu stützen. Im Nachtragshaushalt 2009 wurden die Gelder noch unter dem Titel Consumer Assistance to Recycle and Save Program (‚Verbraucherunterstützung zum Recycling und (Sprit)sparen‘) geführt, mit der gleichen Abkürzung CARS.
Das Abwrackprogramm startete offiziell zum 1. Juli 2009, jedoch wurden Bewilligung erst ab dem 24. Juli 2009 ausgezahlt. Ursprünglich wurde eine höchste Gesamtausschüttung von einer Milliarde US-Dollar beschlossen, jedoch meldete das zuständige Verkehrsministerium der Vereinigten Staaten, dass die Gelder bereits am 30. Juli 2009 vollständig aufgebraucht waren. Industrie und Regierung schätzten, dass etwa 250.000 Fahrzeugkäufe binnen einer Woche bezuschusst wurden. Als Reaktion auf dieses schnelle Ergebnis strebte der Kongress der Vereinigten Staaten mit Hilfe der Obama-Regierung eine Aufstockung um weitere 2 Milliarden US-Dollar an; die Zustimmung des Repräsentantenhauses erfolgte am 31. Juli 2009, die Zustimmung des Senats erfolgte am 6. August 2009. Bereits zum damaligen Zeitpunkt wurde erwartet, dass die Aufstockung bis Anfang September aufgebraucht sein würde. Tatsächlich wurden die letzten Anträge am 25. August 2009 entgegengenommen. Offiziell lief das Programm noch bis zum 30. September 2011, allerdings konnten keine weiteren Anträge mehr abgegeben werden.

## Bewilligungskriterien
- Das Fahrzeug muss zum Zeitpunkt der Antragstellung jünger als 25 Jahre sein.
- Bezuschusst wird der Kauf von Neufahrzeugen oder deren Leasing mit einer Mindestlaufzeit von 5 Jahren.
- Der Mindestverbrauch des Altfahrzeug liegt höher als 13,1 l/100 km (unter 18 MPG), für große Pickups und Lieferfahrzeuge noch darüber.
- Das Altfahrzeug muss für mindestens ein Jahr vor Antragstellung durchgängig auf den Besitzer zugelassen und versichert sein.
- Das Altfahrzeug muss noch fahrtüchtig sein.
- Bewilligt werden Zuschüsse im Zeitraum vom 1. Juli 2009 bis 1. November 2009 oder solange das Geld reicht.
- Das Altfahrzeug muss verschrottet werden, wobei der Verschrotter einen Schrottwert ausweisen und über den Zuschussbetrag hinaus auszahlen muss.
- Der Zuschussbetrag ist steuerpflichtig entsprechend den Regelungen der einzelnen Bundesstaaten.

Die Umweltschutzbehörde US EPA hat eine abschließende Liste herausgegeben, welche Modelle unter den Altfahrzeugen zuschussfähig sind. Das Neufahrzeug darf nicht teurer als 45.000 US-Dollar sein und die Zuschussfähigkeit für das Neufahrzeug hängt von der Fahrzeugklasse und diesen zugeordneten Verbrauchswerten für Treibstoff ab:
- Allgemeine PKW müssen besser als 10,7 l/100 km (22 mpg) sein.
- Klasse 1 Trucks (vor allem SUVs und kleine Pickups) müssen besser als 13,1 l/100 km (über 18 MPG) sein und Klasse 2 Trucks (Achsabstand größer ca. 3 Meter) müssen besser als 17 l/100 km (über 15 MPG)
- Klasse 3 Trucks (kleine LKW von 4 bis 5,5 Tonnen Gesamtgewicht) haben keine speziellen Verbrauchskriterien, sind jedoch unter bestimmten Bedingungen dennoch zuschussfähig.

Die Bundesstraßenbehörde NHTSA hat eine abschließende Liste herausgegeben, welche Modelle unter den Neufahrzeugen zuschussfähig sind. Der Auszahlbetrag ist in zwei Klassen geteilt, die sich nach der Differenz des Kraftstoffverbrauchs von Altfahrzeug und Neufahrzeug richtet.
- Ein Zuschuss von 4500 US-Dollar wird gewährt:
  - Altfahrzeug ist PKW, Klasse 1 oder Klasse 2 Truck
    - und Neufahrzeug als PKW bei einer Differenz von mehr als 10 MPG
    - und Neufahrzeug als Klasse 1 Truck bei einer Differenz von mehr als 5 MPG

  - Altfahrzeug ist Klasse 2 oder Klasse 3 Truck
    - und Neufahrzeug als Klasse 2 Truck bei einer Differenz von mehr als 2 MPG
- Ein Zuschuss von 3500 US-Dollar wird gewährt:
  - Altfahrzeug ist PKW, Klasse 1 oder Klasse 2 Truck
    - und Neufahrzeug als PKW bei einer Differenz von 4 MPG bis 9 MPG
    - und Neufahrzeug als Klasse 1 Truck bei einer Differenz von 2 MPG bis 4 MPG

  - Altfahrzeug ist Klasse 2 oder Klasse 3 Truck
    - und Neufahrzeug als Klasse 2 Truck bei einer Differenz von mehr als 1 MPG

und hinzu kommt eine Allgemeinregelung, dass ein Austausch von Altfahrzeug mit einem Neufahrzeug dann zuschussfähig ist, wenn das Neufahrzeug kleiner (im Gesetz offengelassen, ob in Größe und/oder Gewicht) und mindestens verbrauchsärmer ist. Die Umrechnung der Differenz von „Miles per Gallon“ in „Liter je Hundert Kilometer“ ist hier offengelassen da nicht linear (siehe Umrechnung zwischen l/100 km und mpg) – vor allem Spritschlucker im oberen Bereich erreichen die Differenzen leichter, sodass schon der Tausch in Neufahrzeuge ohne besondere Sparqualitäten hinreichend für den vollen Zuschuss von 4500 US-Dollar ist.
Eine erste Auswertung ergab, dass die amerikanischen Autohersteller mit 47 % Anteil in der ersten Runde des Rabattsystems sogar leicht über ihrem sonstigen Marktanteil in den USA von 45 % von dem Programm profitierten. Mit Stichtag 3. August war das meistersetzte Altauto ein Ford Explorer und das meistersetzende Neufahrzeug ein Ford Focus.

## Verschrottungspflicht
Im Rahmen des Abwrackprogramms wurden besonderen Verschrottungsrichtlinien beschlossen, um zu sichern, dass Altfahrzeuge nicht in den Gebrauchtwagenhandel gelangen. Der Verschrotter ist verpflichtet, das Motoröl abzulassen und durch flüssiges Natronwasserglas zu ersetzen, sowie anschließend den Motor zu starten und solange laufen zu lassen, bis der Motor durch die interne Abnutzung unwiederbringlich zerstört wird und ausgeht. Weiterhin dürfen auch die Reste des Motorblocks nicht wiederverkauft werden. Andere Teile des Restfahrzeugs können wiederverwertet werden, allerdings darf die Karosserie nur bis zu 180 Tagen zum Ausschlachten aufbewahrt werden, und muss nach dem Ausschlachten in die Schrottpresse oder den Schredder gegeben werden.